# Imagineering
Imagineering, con sede en  Glen Rock, Nueva Jersey, fue el  estudio interno de Absolute Entertainment. Muchos videojuegos notables desarrollados para Absolute incluyen  A Boy and His Blob: Trouble on Blobolonia , Battle Tank, Super Battletank y The Rescue of Princess Blobette. También son más conocidos por sus videojuegos desarrollados para editores de terceros, como Acclaim Entertainment, Atari Corporation, Activision, Hi Tech Expresiones, GameTek y THQ.
Imagineering existió desde 1986 hasta 1992 antes de incorporarse a Absolute Entertainment, quien luego manejó simultáneamente el desarrollo y publicación de videojuegos durante los tres años restantes.

## Videojuegos

### 1988
- Commando (Atari 2600)
- Crossbow (Commodore 64)
- Double Dragon (Atari 2600, Atari 7800)
- River Raid II (Atari 2600)

### 1989
- Ikari Warriors (Atari 2600, Atari 7800)
- Stealth ATF (NES)
- Touchdown Football (Atari 7800)
- Fight Night (Atari 7800)

### 1990
- Sentinel (Atari 2600, Atari 7800)
- Destination Earthstar (NES)
- A Boy and His Blob: Trouble on Blobolonia (NES)
- Ghostbusters II (NES)
- My Golf (Atari 2600)
- Heavy Shreddin' (NES)

### 1991
- Attack of the Killer Tomatoes (NES)
- The Simpsons: Bart vs. the Space Mutants (NES)
- The Simpsons: Bart vs. the World (NES)
- Bart Simpson's Escape from Camp Deadly (Game Boy)
- Family Feud (SNES)
- Flight of the Intruder (NES)
- Jeopardy! Featuring Alex Trebek (SNES)
- Home Alone (SNES, Game Boy)
- Barbie (NES)

### 1992
- The Adventures of Rocky and Bullwinkle and Friends (Game Boy)
- The Simpsons: Bart vs. The Juggernauts (Game Boy)
- The Simpsons: Bartman Meets Radioactive Man (NES)
- Home Alone 2: Lost in New York (NES, SNES, Game Boy)
- Swamp Thing (NES)
- Mouse Trap Hotel (Game Boy)
- Ghoul School (NES)
- Barbie: Game Girl (Game Boy)
- The Ren & Stimpy Show: Space Cadet Adventures (Game Boy)
- Jordan vs. Bird: One on One (Game Boy)
- Race Drivin' (SNES)

### 1993
- The Adventures of Rocky and Bullwinkle and Friends (SNES)
- The Ren & Stimpy Show: Buckaroo$! (NES)